# Stanisław Tuczapski
Stanisław Tuczapski (ur. 26 sierpnia 1932 w Bubszczanach, zm. 16 sierpnia 2012 w Stalowej Woli) – polski bokser, medalista mistrzostw Polski.

## Życiorys
Był zawodnikiem JKS Jarosław (1950-1955) i Stali Stalowa Wola (1955-1967).
Na mistrzostwach Polski seniorów wywalczył w 1964 brązowy medal w wadze lekkiej. 
Po zakończeniu kariery zawodniczej był sędzią oraz trenerem boksu.